# Bevern (Holsten)
|  | For andre betydninger, se Bevern |
Bevern er en by og en kommune i det nordlige Tyskland, beliggende i Amt Rantzau under Kreis Pinneberg. Kreis Pinneberg ligger i den sydlige del af delstaten Slesvig-Holsten.

## Geografi
Bevern ligger omkring fem kilometer øst for Elmshorn og omkring fire kilometer syd for Barmstedt. Vandløbet Ekholter Au løber gennem kommunen.
Mod vest passerer motorvejen A 23 fra Hamborg mod Itzehoe.